# کونتیلت عجرود
کونتیلت عجرود (عربی: كونتيلة عجرود) سایتی است اواخر قرن نهم/اوایل قرن هشتم پیش از میلاد در قسمت شمال شرقی شبه‌جزیره سینا غالباً از آن به عنوان زیارتگاه یاد می‌شود، اگرچه این امر قطعی نیست. کتیبه‌های کونتیلت عجرود کشف شده در کاوش‌ها در باستان‌شناسی کتاب مقدس قابل توجه است.